# Kärrvial
Kärrvial (Lathyrus palustris) är en ört i familjen ärtväxter. Utbredd i hela den nordiga tempererade zonen i Europa, Ryssland, Östasien och Nordamerika. Förekommer sällsynt i nästan hela Sverige.
Mångformig flerårig, klängande ört till 100 cm, kal eller hårig. Stjälk kantig och vanligen med två vingkanter. Blad parbladiga med 2-3 blågröna bladpar. Småblad lansettlika med enkelt eller grenigt klänge, bladskaften saknar vingkanter. Stipler lansettlika.   Blommor 2-10 i långskaftade klasar, de blir 13-15 (-20) mm långa. Kronan är blåviolett till blekt blåviolett med blek köl. Baljan är kal, 3-4 cm lång, frön klotrunda. Kärrvial blommar i juli-augusti.
Två underarter och två varieteter erkänns:
- subsp. exalatus - saknar vingkanter. (Kina).
- subsp. palustris - stjälkarna har vingkanter. 
  - var. palustris - blad med grenigt klänge, 2-4 par småblad. Blomklasar med 2-5 blommor, som är kala eller håriga.
  - var. sinomontanus - blad med kort, ogrenigt klänge, 1-3 bladpar.  Blomklasar med 1-4 blommor, som är håriga eller kala. (Kina).

- subsp. nudicaulis = Lathyrus nudicaulis

Artepitetet palustris (lat.) betyder "kärrlevande".

## Synonymer
var. exalatus (H.P. Tsui) Kenicer
- Lathyrus palustris subsp. exalatus H. P. Tsui, 1984
- Lathyrus palustris f. pubescens H. P. Tsui

var. palustris
- Lathyrus incurvus Reichb.
- Lathyrus graminifolius (S. Watson) T.G. White
- Lathyrus macranthus (T.White) Rydb.
- Lathyrus miyabei
- Lathyrus myrtifolius Muhl. ex Willd.
- Lathyrus nudicaulis f. angustifolius Coutinho
- Lathyrus occidentalis Nutt. ex Torrey & A. Gray
- Lathyrus palustris f. angustifolius (Coutinho) Bassler
- Lathyrus palustris f. latifolius (Lambertye) Bassler
- Lathyrus palustris f. linearifolius (Ser.) Bassler
- Lathyrus palustris subsp. pilosus (Cham.) Hultén
- Lathyrus palustris var. latifolius Lambertye
- Lathyrus palustris var. graminifolius S. Watson
- Lathyrus palustris var. linearifolius Ser., 1825
- Lathyrus palustris var. macranthus (White) Fern.
- Lathyrus palustris var. meridionalis Butters & St. John
- Lathyrus palustris var. myrtifolius (Muhl. ex Willd.) Gray
- Lathyrus palustris var. pilosus (Chamisso) Ledebour, 1842
- Lathyrus palustris var. retusus Fern. & St. John
- Lathyrus palustris var. sinomontanus Kenicer
- Lathyrus pilosus Chamisso, 1831
- Lathyrus stipulaceus Le Conte, 1819
- Lathyrus viciiformis Wallr. [1822 nom. inval.
- Orobus myrtifolius (Muhl. ex Willd.) A. Hall